# Romano Postema
Romano Postema (Groningen, 7 februari 2002) is een Nederlands voetballer die als aanvaller bij FC Groningen speelt. In juli 2025 werd Postema verhuurd aan FC Emmen.

## Carrière

### Jeugd
Romano Postema speelde in de jeugd van DIO Groningen, GVAV-Rapiditas en FC Groningen, waar hij in 2019 een contract tot medio 2022 tekende. Hij debuteerde voor FC Groningen op 31 augustus 2019, in de met 2-1 verloren thuiswedstrijd tegen Heracles Almelo. Hij kwam in de 75e minuut in het veld voor Amir Absalem.

### FC Den Bosch
In het seizoen 2020/21 werd hij voor een jaar verhuurd aan FC Den Bosch, dat uitkwam in de Eerste divisie. Hij maakte op 12 oktober zijn debuut voor FC Den Bosch. Op 27 oktober scoorde hij in de beker tegen VVV-Venlo zijn eerste twee goals voor FC Den Bosch. Een week later scoorde hij tegen Jong PSV ook zijn eerste competitiegoal. Op 6 februari 2021 scoorde hij tweemaal tegen De Graafschap en op 23 april scoorde hij zijn eerste hattrick tegen Roda JC. Hij eindigde het seizoen op twaalf goals en acht assists voor FC Den Bosch, voordat hij terugkeerde bij Groningen.

### FC Groningen
Postema speelde 32 wedstrijden voor Groningen in het seizoen 2021/22, maar het duurde tot de een-na-laatste speelronde voor hij in de basis startte. Op 12 maart 2022 was hij als invaller goed voor twee goals tegen N.E.C., waarmee hij een 3-2 achterstand omboog in een 4-3 overwinning. In de laatste speelronde was hij goed voor een goal en een assist tegen SC Cambuur. In juli 2022 werd zijn contract met een jaar verlengd tot medio 2025.

### Roda JC
In het seizoen 2022/23 werd Postema opnieuw uitgehuurd aan een Eerste Divisie-club, ditmaal Roda JC Kerkrade. Daar had hij minder succes dan bij FC Den Bosch. Hij debuteerde weliswaar met een goal op rivaal MVV Maastricht op 4 september, maar hij zou tot maar zes goals in 32 wedstrijden komen dat seizoen.

### FC Groningen
Terug bij FC Groningen was de club gedegradeerd uit de Eredivisie. Postema werd een van de twee spitsen in het 4-4-2 systeem van nieuwe trainer Dick Lukkien. Nadat hij tot vijf goals kwam in de eerste 20 wedstrijden, ging Postema in 2024 los. Zo scoorde hij tweemaal tegen Jong AZ op 26 januari en tegen FC Den Bosch op 4 maart. Postema maakte op 8 maart 2024 zijn eerste hattrick voor Fc Groningen, in een 3-0 overwinning op MVV Maastricht. Dit kunstje herhaalde hij een week later tegen De Graafschap (4-2 winst). Door zijn eindsprint eindigde hij met achttien goals op de vierde plek van de topscorerslijst, achter Henk Veerman (ADO, 23), Martijn Kaars (Helmond Sport, 21) en Milan Smit (Cambuur, 19). Bovendien promoveerde hij met FC Groningen terug naar de Eredivisie. 

### Statistieken
| Seizoen                    | Club               | Competitie     | Competitie | Competitie | Beker | Beker | Totaal | Totaal |
| Seizoen                    | Club               | Competitie     | Wed.       | Dlp.       | Wed.  | Dlp.  | Wed.   | Dlp.   |
| -------------------------- | ------------------ | -------------- | ---------- | ---------- | ----- | ----- | ------ | ------ |
| 2019/20                    | FC Groningen       | Eredivisie     | 11         | 0          | 1     | 0     | 12     | 0      |
| 2020/21                    | FC Groningen       | Eredivisie     | 3          | 0          | 0     | 0     | 3      | 0      |
| 2020/21                    | → FC Den Bosch     | Eerste divisie | 27         | 10         | 1     | 2     | 28     | 12     |
| 2021/22                    | FC Groningen       | Eredivisie     | 32         | 4          | 3     | 2     | 35     | 6      |
| 2022/23                    | FC Groningen       | Eredivisie     | 2          | 0          | 0     | 0     | 2      | 0      |
| 2022/23                    | → Roda JC Kerkrade | Eerste Divisie | 31         | 5          | 1     | 1     | 32     | 6      |
| 2023/24                    | FC Groningen       | Eerste Divisie | 35         | 18         | 5     | 3     | 40     | 20     |
| Carrièretotaal             | Carrièretotaal     | Carrièretotaal | 141        | 37         | 11    | 8     | 152    | 45     |
| Bijgewerkt t/m 13 mei 2024 |                    |                |            |            |       |       |        |        |